# Fuentes de Ebro
Fuentes de Ebro – gmina w Hiszpanii, w prowincji Saragossa, w Aragonii, o powierzchni 141,73 km². W 2011 roku gmina liczyła 4577 mieszkańców.